# Ходжалинский район
Ходжали́нский райо́н (азерб. Xocalı rayonu) — район на юго-западе Азербайджана. Административный центр — город Ходжалы.

## География
Территория района в основном горная. Самые высокие точки — Гызгала (2 843 м) и Гырхгыз (2 824 м). Исключая горные территории, климат мягкий, тёплый. Высокогорные территории — субальпийские и альпийские луга.
Основные реки — Бадара и Каркарчай. Имеются горно-лесные и горно-луговые зоны. До 40 % территорий богаты фисташковыми, липовыми, кленовыми и другими деревьями.

## История
На основе закона 279-XII от 26 ноября 1991 года Азербайджанской Республики Нагорно-Карабахская автономная область была ликвидирована. На основе упразднённого Аскеранского района был образован Ходжалинский район.
Район являлся вторым по численности районом Нагорного Карабаха после Шушинского района.
В 1991—1992 годах большая часть территории района была оккупирована армянскими вооружёнными силами, и с 1992 года была под контролем непризнанной Нагорно-Карабахской Республики, согласно административно-территориальному делению которой входила в состав Аскеранского района НКР.
26 февраля 1992 года произошла Ходжалинская резня.
7 ноября 2020 года президент Азербайджана Ильхам Алиев в ходе Второй Карабахской войны объявил о взятии азербайджанской армией под контроль сёл Гарабубаг, Гушчубаба (ранее Мошхмаат, ныне Бахарлы) Ходжалинского района. 9 ноября 2020 года президент Азербайджана Ильхам Алиев объявил о взятии сёл Демирчиляр, Чанагчы, Мадаткенд, Сыгнаг Ходжалинского района.
В результате боевых действий 19-20 сентября 2023 года, Азербайджан полностью восстановил контроль над Ходжалинским районом.
8 февраля 2024 года около Аскеранской крепости обнаружено захоронение 13 тел. Предположительно, останки принадлежат жертвам Ходжалинской трагедии.

## Экономика
С 1991 года входит в состав Верхне-Карабахского экономического района, который 7 июля 2021 года был переименован в Карабахский экономический район.
9 мая 2025 года на территории с. Ханабад введён в эксплуатацию животноводческий комплекс ООО Крестьянско-фермерское хозяйство «Qoç Ət».
18 июня 2025 года на территории с. Дашбулаг открыт Ходжалинский кирпичный завод мощностью 16,2 млн. единиц кирпича в год. Площадь завода — 1 гектар. Источник сырья — месторождение глины «Ходжалы» около г. Ходжалы.

## Археологические раскопки
На территории района присутствуют памятники Ходжалы-кедабекской культуры, относящиеся к XIII—VII векам до н. э., в том числе мастерские, могильные курганы из земли и камня, молельни, печи. В ходе раскопок найдены древние артефакты, в том числе изделия из бронзы и серебра, орудия периода неолита, глиняные кувшины, котлы, поводья, браслеты, кольца, украшения из костей. Территория района исследовалась известными этнографами СССР и азербайджанскими этнографами.
На древнем захоронении в Ходжалы найдена клинопись периода ассирийского царя Адад-нирари I (1307 1274 г.г. до н. э.).
Найдена фаянсовая посуда, бусы из стекла. Эти артефакты свидетельствуют о торговле местных жителей со странами Востока.

## Достопримечательности
На территории района находятся:
- Некрополь периода позднего бронзового, раннего железного веков.
- Церкви IV—VII веков н. э.
- Купол Хаджи Али (XIV век)
- Круглый тюрбе (1356 год)
- Аскеранская крепость (1751 год)